# 周口关帝庙
33°37′55″N 114°38′36″E / 33.63194°N 114.64333°E
周口关帝庙位于中国河南省周口市川汇区富强街，1996年被列为第四批全国重点文物保护单位。
周口地处河南省东南部，历史悠久，风光秀丽，沙河、颖河、贾鲁河在市区交汇，三岸鼎立，古为漕运重地，素有“小武汉”之称。明清时期，舟车辐辏，商贾云集。周口关帝庙则是清山西新绛、长治，陕西蒲州、大荔、澄城等地旅周的商人在周集资营建的一座雄伟富丽、具有鲜明地方风格的古建筑群。旧时又称“山陕会馆”，也是周口沙颍三岸商民祭祀武圣关羽的祠庙。

## 介绍
周口关帝庙，座北面南，始建于清康熙三十二年（1693年），经雍正、乾隆、嘉庆、道光年间屡次扩建、重修，于咸丰二年（1852年）全部落成，历时159年。庙宇为三进院落，占地21600多平方米，现存楼廊殿阁140余间。 整个古建筑群为仿宫殿式，布局严谨，巍峨壮观，装饰富丽，工艺精湛。山门、铁旗杆、石牌坊、碑亭、飨殿、大殿、戏楼、拜殿、春秋阁由南向北，依次建于中轴线上；河伯殿、炎帝殿旁建于大殿两侧；药王殿、灶君殿、财神殿、酒仙殿并建于东西廊房辉映于前院左右；东西庑殿、东西看楼、东西仪门对称建于中院两侧；后院是花园。素以其精美的木雕、石雕、彩画，闻名遐迩，饮誉中原。对研究关公文化和会馆文化具有重要价值。

## 荣誉
周口关帝庙是全国现有关帝庙中保存最完整，建筑规模最大，木雕、石雕艺术价值最高的一座古建筑群。是著名的文物旅游胜地，全国重点文物保护单位。1986年成立博物馆以来，先后被评为“河南省文博系统优秀爱国主义教育基地”、“河南省卫生先进单位”、“市级治安模范单位”、“市级消防先进单位”、“市级文明单位”等荣誉称号。

## 影响
周口关帝庙本名周口山陕会馆，属会馆建筑范畴，素以其精美的木雕、石雕、彩画，闻名遐迩，饮誉中原。对于研究关公文化和会馆文化具有重要的实物价值。成立博物馆以来，连年举办有“周口近代婚俗展”、“民间工艺展”、“民间刺绣展”等基本陈列。近年来，周口关帝庙努力打造特色文化品牌，积极争创全国旅游3A景区，拟修建碑廊、恢复照壁、前戏楼等古建筑景观，关帝庙门前商贸文化园区正在建设中。随着文化旅游事业的发展，每年海内外信奉崇尚关公之游客来此朝拜者日益增多，景区每年接待中外游客40万人次，另外周口春秋书画院和周易研究开发项目也实现了社会效益和经济效益双丰收。